# Kozí potok (dopływ Chyżniańskiego Potoku)
Kozí potok – potok, dopływ Chyżniańskiego Potoku (Chyžnianský potok) na Słowacji. Najwyżej położony ciek źródłowy wypływa na wysokości około 1050 m na południowych stokach Kohúta (1409 m) w Górach Stolickich w Łańcuchu Rudaw Słowackich. Potok spływa głęboko wciętą Kozią Doliną (Kozia dolina) w kierunku południowo-wschodnim. Orograficznie lewe zbocza tej doliny tworzy Dachov diel, prawe boczny grzbiet odgałęziający się od masywu Kohúta.
Cała zlewnia Koziego Potoku znajduje się w porośniętych lasem zboczach Gór Stolickich. Potok ma ujście w miejscowości Chyžné na wysokości około 335 m.

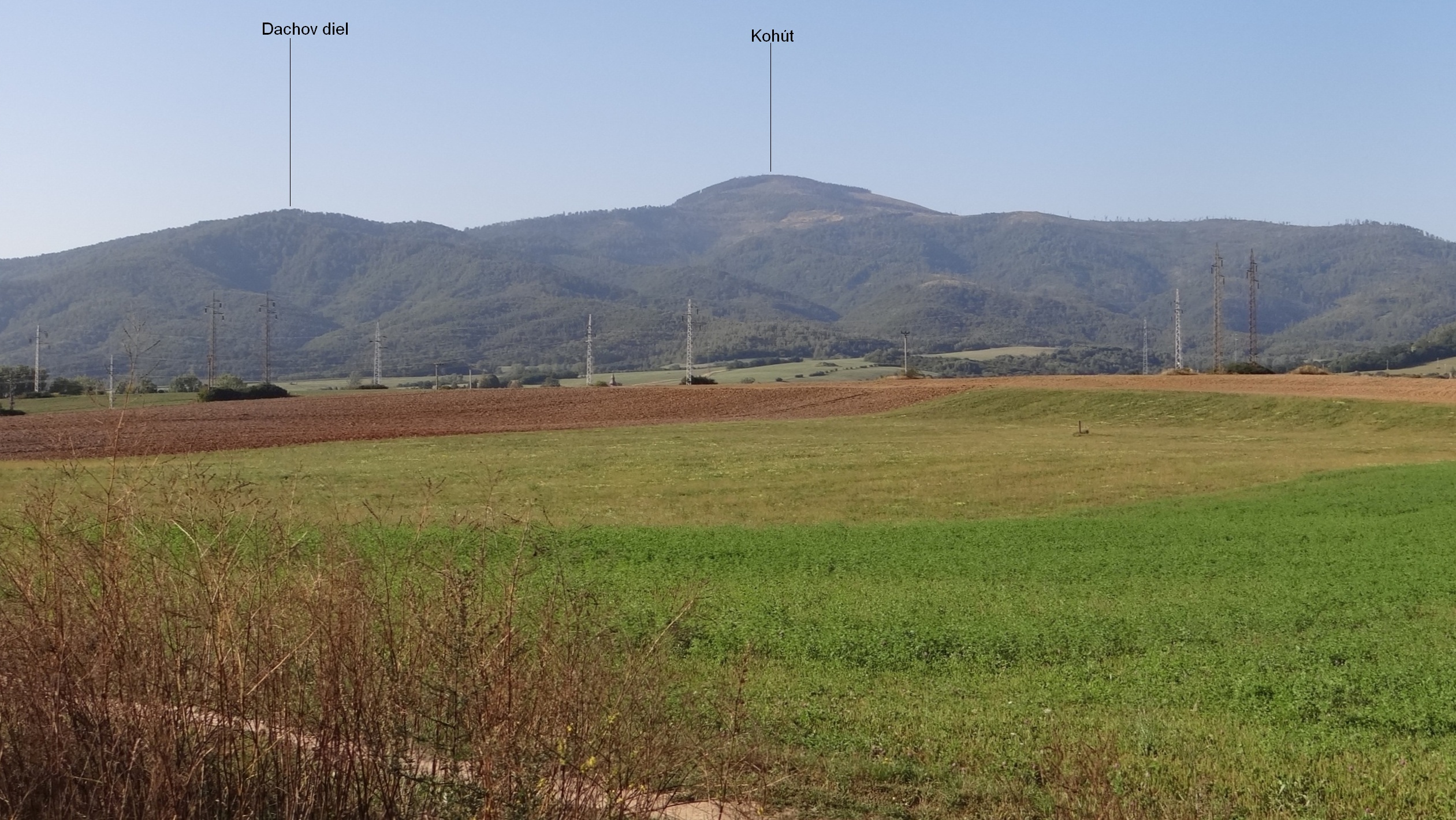
Widok na dolinę Koziego Potoku